# یودایاپور، بهری
یودایاپور، بهری (به لاتین: Udayapur, Bheri) یک منطقهٔ مسکونی در نپال است که در Banke District واقع شده‌است.

## خصوصیات
یودایاپور ۲٬۳۰۱ نفر جمعیت دارد.